# Gare de Maredret
La gare de Maredret est une halte belge de la ligne 150, de Tamines à Jemelle. Elle est située à Maredret dans la commune d’Anhée, en Région wallonne dans la province de Namur.
La halte voyageurs est mise en service en 1890 par les Chemins de fer de l'État belge, elle est fermée en 1962.

## Situation ferroviaire
La halte de Maredret est située au point kilométrique (pk) 28,20 de la ligne 150, de Tamines à Jemelle entre les gares d'Ermeton et de Denée-Maredsous.

## Histoire
La halte voyageurs de Maredret est mise en service par les Chemins de fer de l'État belge le 15 octobre 1890, lorsqu'il ouvre à l'exploitation la section d'Ermeton à Anhée.
Vers 1900, la halte (dite station) dispose d'un quai, pour la voie unique, à proximité du passage à niveau, et d'un petit bâtiment voyageurs installé dans la maison des garde-barrières.
La halte de Maredret est fermée au service des voyageurs le 26 août 1962. 

## Patrimoine ferroviaire
Le bâtiment est reconverti en habitation.